# Guy (cardinal, 1105)
Pour les articles homonymes, voir Guy.
Guy, ou Guido de Bonadie (né en France, et mort après 1106) est un cardinal français du XIIe siècle.

## Biographie
Le pape Pascal II le crée cardinal lors d'un consistoire en 1105. Guy participe au concile de Guastalla en 1106.

### Sources
- Fiche du cardinal sur le site fiu.edu